# Charles Alain de Rohan
Charles Alain de Rohan, avstrijski feldmaršal francoskega rodu, * 18. januar 1764, † 24. april 1836.
Leta 1791 je zapustil Francijo in se preselil v Avstrijo, kjer je vstopil v vojaško službo pod Leopoldom II. Habsburško-Lotarinškim; dosegel je čin feldmaršala.
Kupil je grad Sychrov, kjer je leta 1836 tudi umrl. Grad je še danes v posestvu družine.